# Elettra (Schiff, 2003)
Die Elettra (NATO-Kennung: A 5340) ist ein Aufklärungsschiff der italienischen Marina Militare. Es wurde von Fincantieri in Riva Trigoso bei Genua gebaut und 2003 in Dienst gestellt. Es handelt sich konzeptionell um eine Überarbeitung des Entwurfs des NATO-Forschungsschiffes Alliance. Die Hauptaufgabe der Elettra ist die strategische Informationsgewinnung. Zu diesem Zweck verfügt dieses Schiff über zahlreiche spezielle Sensoren.

## Beschreibung
Zur Auswertung von akustischen und elektromagnetischen Signalen verfügt die Elettra über 27 verschiedene Sensoren. Außerdem können von Bord aus Drohnen gesteuert werden. Für diese Aufgaben können neben der Standardbesatzung von 30 Mann noch bis zu 65 Techniker hinzu kommen. Des Weiteren steht für hydrographische und ozeanographische Zwecke ein U-Boot, mit einer Tauchtiefe von bis zu 1000 m zur Verfügung.
Das Schiff verfügt über einen Dieselelektrischen Antrieb. Er besteht aus zwei Dieselgeneratoren Grandi Motori Trieste Wärtsilä CW12-V-200 mit 2.785 kW und zwei Elektromotoren mit Permanentmagnet MEMP von ABB mit je 1.500 kW Leistung. Diese Antriebsart wird normalerweise für U-Boote gewählt und die Elettra ist das erste Überwasserschiff, das hiermit ausgerüstet wurde. Deshalb hat es eine reduzierte akustische Signatur. Die Bewaffnung besteht aus zwei automatischen Kanonen Oto Melara KBA 25 mm.

## Geschichte
Das Schiff wurde nach Elettra, der „Funkyacht“ (Forschungsschiff) des Physikers Guglielmo Marconi benannt, mit der er von 1919 bis 1936 wissenschaftliche Experimente zu Radiowellen und Funkübertragungen durchführte. Taufpatin war die Tochter des Physikers Elettra Marconi.
Auch die Alliance, das Typschiff der Klasse das 1986 vom Stapel lief, diente der Meeres- und Unterwasserforschung. Die Erfahrungen, die mit diesem Schiff gemacht wurden führten schließlich zum Bau der taiwanesischen Ta Kuan und der Elettra.